# Rodriguesophis chui
Espèce
Synonymes
- Phimophis chui Rodrigues, 1993

Rodriguesophis chui  est une espèce de serpents de la famille des Dipsadidae.

## Répartition
Cette espèce est endémique de l’État de Bahia au Brésil.

## Description
L'holotype de Rodriguesophis chui, un mâle, mesure 370 mm dont 70 mm pour la queue. Cette espèce a le dos rouge brique et présente un collier noir ou brun foncé. Son ventre est immaculé.

## Étymologie
Cette espèce est nommée en l'honneur du docteur Tien Hsi Chu de l'université de São Paulo. Incidemment en chinois chu signifie « rouge ».

## Publication originale
- Rodrigues, 1993 : Herpetofauna of palaeoquaternary sand dunes of the middle Sao Francisco River: Bahia: Brazil. 6. Two new species of Phimophis (Serpentes: Colubridae) with notes on the origin of psammophilic adaptations. Papéis Avulsos de Zoologia (São Paulo), vol. 38, no 11, p. 187-198 (texte intégral).